# Archaía Thíra
Archaía Thíra är en fornlämning i Grekland.   Den ligger i regionen Sydegeiska öarna, i den sydöstra delen av landet, 240 km sydost om huvudstaden Aten. Archaía Thíra ligger 187 meter över havet. Den ligger på ön Santorini.
Terrängen runt Archaía Thíra är kuperad åt nordväst, men västerut är den platt. Havet är nära Archaía Thíra åt sydost. Närmaste större samhälle är Firá, 8,0 km nordväst om Archaía Thíra. 